# Jorge Guerra (ciclista)
Jorge Guerra Cepeda (Viña del Mar, 27 de octubre de 1913-ibíd., julio de 2003) fue un ciclista chileno que compitió en los Juegos Olímpicos de Berlín 1936.
Desarrolló su carrera en las décadas de 1930 y 1940, participando en los Juegos Olímpicos en 1936 y en otras competiciones a nivel sudamericano (donde fue campeón en persecución) y panamericano (donde fue campeón en Gran Fondo). Se retiró del deporte en 1956.